# Gran Premio di superbike di Manfeild 1992
Il Gran Premio di Superbike di Manfeild 1992 è stata la tredicesima e ultima prova del Campionato mondiale Superbike 1992, è stato disputato il 25 ottobre sul Circuito di Manfeild e ha visto la vittoria di Doug Polen in gara 1, mentre la gara 2 è stata vinta da Giancarlo Falappa.
Torna dopo un anno di assenza la gara in Nuova Zelanda e con i risultati ottenuti in gara lo statunitense Doug Polen riesce a bissare il titolo iridato ottenuto già l'anno precedente.

## Risultati

### Gara 1

#### Arrivati al traguardo[3]
| Pos. | Nº | Pilota               | Motocicletta | Tempo     | Griglia | Punti |
| ---- | -- | -------------------- | ------------ | --------- | ------- | ----- |
| 1º   | 1  | Doug Polen           | Ducati       | 37:31.630 | 3º      | 20    |
| 2º   | 13 | Aaron Slight         | Kawasaki     | +0:05.200 | 5º      | 17    |
| 3º   | 2  | Raymond Roche        | Ducati       | +0:07.510 | 7º      | 15    |
| 4º   | 3  | Robert Phillis       | Kawasaki     | +0:11.280 | 8º      | 13    |
| 5º   | 5  | Fabrizio Pirovano    | Yamaha       | +0:11.700 | 2º      | 11    |
| 6º   | 27 | Fred Merkel          | Yamaha       | +0:25.410 | 4º      | 10    |
| 7º   | 77 | Piergiorgio Bontempi | Kawasaki     | +0:27.650 | 12º     | 9     |
| 8º   | 25 | Scott Doohan         | Yamaha       | +0:42.230 | 11º     | 8     |
| 9º   | 48 | Daniel Amatriaín     | Ducati       | +0:47.300 | 10º     | 7     |
| 10º  | 20 | Troy Corser          | Yamaha       | +1 giro   | 15º     | 6     |
| 11º  | 18 | Tony Rees            | Yamaha       | +1 giro   | 16º     | 5     |
| 12º  | 19 | Russell Josiah       | Kawasaki     | +1 giro   | 18º     | 4     |
| 13º  | 33 | Paul Mcquilkin       | Suzuki       | +1 giro   | 19º     | 3     |
| 14º  | 22 | Mike King            | Ducati       | +2 giri   | 22º     | 2     |
| 15º  | 24 | Scott Buckley        | Yamaha       | +2 giri   | 24º     | 1     |
| 16º  | 30 | John Hepburn         | Suzuki       | +2 giri   | 25º     |       |
| 17º  | 29 | Jarred Gillard       | Honda        | +2 giri   | 26º     |       |

#### Ritirati
| Nº | Pilota            | Motocicletta | Giri     | Griglia |
| -- | ----------------- | ------------ | -------- | ------- |
| 9  | Giancarlo Falappa | Ducati       | +11 giri | 1º      |
| 12 | Jeffry de Vries   | Yamaha       | +15 giri | 13º     |
| 41 | Adrien Morillas   | Yamaha       | +17 giri | 6º      |
| 28 | Stuart Murdoch    | Yamaha       | +19 giri | 23º     |
| 38 | Christer Lindholm | Yamaha       | +19 giri | 14º     |
| 21 | Wayne Picard      | Honda        | +28 giri | 21º     |
| 31 | Paul Gee          | Kawasaki     | +28 giri | 20º     |

### Gara 2

#### Arrivati al traguardo[4]
| Pos. | Nº | Pilota            | Motocicletta | Tempo     | Griglia | Punti |
| ---- | -- | ----------------- | ------------ | --------- | ------- | ----- |
| 1º   | 9  | Giancarlo Falappa | Ducati       | 37:15.170 | 1º      | 20    |
| 2º   | 1  | Doug Polen        | Ducati       | +0:00.010 | 3º      | 17    |
| 3º   | 13 | Aaron Slight      | Kawasaki     | +0:07.910 | 5º      | 15    |
| 4º   | 2  | Raymond Roche     | Ducati       | +0:21.080 | 7º      | 13    |
| 5º   | 5  | Fabrizio Pirovano | Yamaha       | +0:27.910 | 2º      | 11    |
| 6º   | 27 | Fred Merkel       | Yamaha       | +0:27.940 | 4º      | 10    |
| 7º   | 3  | Robert Phillis    | Kawasaki     | +0:45.480 | 8º      | 9     |
| 8º   | 25 | Scott Doohan      | Yamaha       | +1:39.360 | 11º     | 8     |
| 9º   | 48 | Daniel Amatriaín  | Ducati       | +1 giro   | 10º     | 7     |
| 10º  | 20 | Troy Corser       | Yamaha       | +1 giro   | 15º     | 6     |
| 11º  | 38 | Christer Lindholm | Yamaha       | +1 giro   | 14º     | 5     |
| 12º  | 18 | Tony Rees         | Yamaha       | +1 giro   | 16º     | 4     |
| 13º  | 33 | Paul Mcquilkin    | Suzuki       | +2 giri   | 19º     | 3     |
| 14º  | 19 | Russell Josiah    | Kawasaki     | +2 giri   | 18º     | 2     |
| 15º  | 24 | Scott Buckley     | Yamaha       | +2 giri   | 24º     | 1     |
| 16º  | 30 | John Hepburn      | Suzuki       | +2 giri   | 25º     |       |
| 17º  | 28 | Stuart Murdoch    | Yamaha       | +2 giri   | 23º     |       |
| 18º  | 31 | Paul Gee          | Kawasaki     | +2 giri   | 20º     |       |
| 19º  | 29 | Jarred Gillard    | Honda        | +3 giri   | 26º     |       |

#### Ritirati
| Nº | Pilota               | Motocicletta | Giri     | Griglia |
| -- | -------------------- | ------------ | -------- | ------- |
| 77 | Piergiorgio Bontempi | Kawasaki     | +27 giri | 12º     |
| 22 | Mike King            | Ducati       | +32 giri | 22º     |